# فهرست سازمان‌های آموزش غواصی

## سازمانهای آموزش غواصی
انجمن مربیان حرفه‌ای غواصی
انجمن ملی مدرسان زیر آب
اسکوبا اسکولز اینترنشنال
باشگاه زیر آبی بریتانیا
اسکوبا و نایتروکس و ایمنی بین المللی 
انجمن بین‌المللی غواصان نایتروکس و فنی
انجمن غواصان بین المللی ریبریزر
اسکوبا دایوینگ اینترنشنال
کنفدراسیون جهانی فعالیت‌های زیر آبی

## سازمانهای نظارتی و استاندارد کننده
فدراسیون زیر آبی اروپا
شورای جهانی آموزش غواصی تفریحی